# Uwe Reinders
Uwe Reinders (Essen, 19 de janeiro de 1955) é um ex-futebolista profissional alemão que atuava como atacante.

## Carreira
Uwe Reinders fez parte do elenco da Seleção Alemã de Futebol, da Copa de 1982.